# Tractat de Hannover (1710)
El Tractat de Hannover fou conclòs el 3 de juliol de 1710, durant la Gran Guerra del Nord. Establia l'aliança entre l'Imperi Rus i el Ducat de Brunswick-Lüneburg (Dinastia de Hannover). Encara que Hannover no era un dels estats més importants del Sacre Imperi, l'aliança era important perquè el duc de Hannover, amb qui es firmà l'aliança, s'havia de convertir posteriorment en rei de la Gran Bretanya.